# François Dumont (peintre)
Pour les articles homonymes, voir François Dumont et Dumont.
François Dumont, dit Dumont aîné, né à Lunéville le 7 janvier 1751 et mort à Paris le 27 août 1831, est un miniaturiste lorrain puis, après 1766, français.
Orphelin à dix-sept ans, avec un frère et trois sœurs, Dumont monta, comme ses compatriotes Isabey et Augustin, à Paris pour s'y créer des ressources urgentes. Dès l'année de son arrivée, il se trouve de menues besognes de portraits et, grâce à l'appui de sa compatriote Anne Vallayer-Coster, alors académicienne, il se tire vite d'affaire.
En 1784, il se rend à Rome et se perfectionne dans son art au point de devenir le miniaturiste attitré de la Cour et l'artiste le plus réputé dans « le petit genre du portrait-mignard ».
En 1788, il entre à l'Académie royale et, l'année suivante, il épouse Nicole Vestier, la fille du célèbre Antoine Vestier. Le roi lui donne l'appartement de Cochin au Louvre.
Dumont occupa une place prépondérante dans les salons de peinture de 1789 à 1824, cependant Isabey et Augustin l'éclipsèrent un peu après la Révolution.
Les œuvres de Dumont ont une liberté et un osé des plus modernes ; il procédait par touches larges, mais on lui a reproché certaines lourdeurs. Il est représenté au Louvre grâce à la libéralité des héritiers de son fils Bias.

## Œuvres

### Peintures
- Portrait de Marie-Alexandre Guénin (1791)

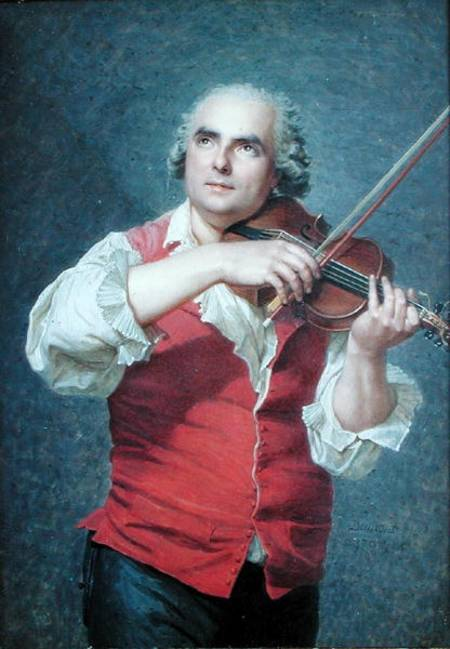
Marie-Alexandre Guénin

- Le chanteur Richer, Musée national des châteaux de Versailles et de Trianon
- Le violoniste Trévilliers, Musée national des châteaux de Versailles et de Trianon

### Miniatures
Paris, musée du Louvre, département des Arts graphiques :
- Aristide Dumont, secrétaire perpétuel de l'Académie des Beaux-arts
- Aristide et Bias Dumont
- Bias Dumont
- Femme à mi-corps, de face, drapée dans une écharpe violette
- Femme assise sur une méridienne
- Jeune femme appuyée sur un autel de l'Amour
- Jeune femme assise sur un canapé
- Jeune femme avec une écharpe jaune
- Jeune femme tenant des fleurs
- L’Autel de l'amitié
- L'Offrande à l'Amour
- Madame la princesse de Lamballe
- Marie-Antoinette
- Monseigneur le comte de Provence
- Monsieur Vestier
- Portrait d'Anne Morichelli, dansant
- Portrait d'Arnault, vu presque en pied, debout
- Portrait d'Antoine Bias Dumont et d'Aristide Dumont
- Portrait de Camille Desmoulins, en buste
- Portrait de Luigi Cherubini
- Portrait de Dumont, sa femme née Vestier, son fils ainé Aristide et sa fille
- Portrait de femme en buste
- Portrait de femme, debout, en robe bleue
- Portrait de femme, en buste, robe brune décolletée
- Portrait de femme
- Portrait de jeune femme assise dans un fauteuil
- Portrait de la reine Marie-Antoinette
- Portrait de la reine Marie-Antoinette, de sa fille et de son second fils
- Portrait de l'artiste
- Portrait de Louis XVI, roi de France, en buste
- Portrait de madame de Musset mère et de sa sœur
- Portrait de Madame de Saint-Just, née Godard d'Aucourt
- Portrait de Madame Vestier mère
- Portrait de Madame Vestier
- Portrait de Mademoiselle van Robays
- Portrait de Mandini, debout près d'une balustrade
- Portrait de Marie-Alexandre Guénin, premier violon du roi
- Portrait des Demoiselles Flamand
- Portrait d'homme en courte perruque poudrée et portant les favoris
- Portrait d'homme souriant
- Portrait d'homme
- Portrait du comte François-Antoine de Boissy d'Anglas
- Portrait du Comte Laumond, assis
- Portrait du graveur Nicolas Ponce, en buste
- Portrait d'un administrateur, debout devant une table
- Portrait d'un jeune seigneur
- Portrait d'un navigateur assis
- Portrait d'un officier en uniforme bleu à col rouge

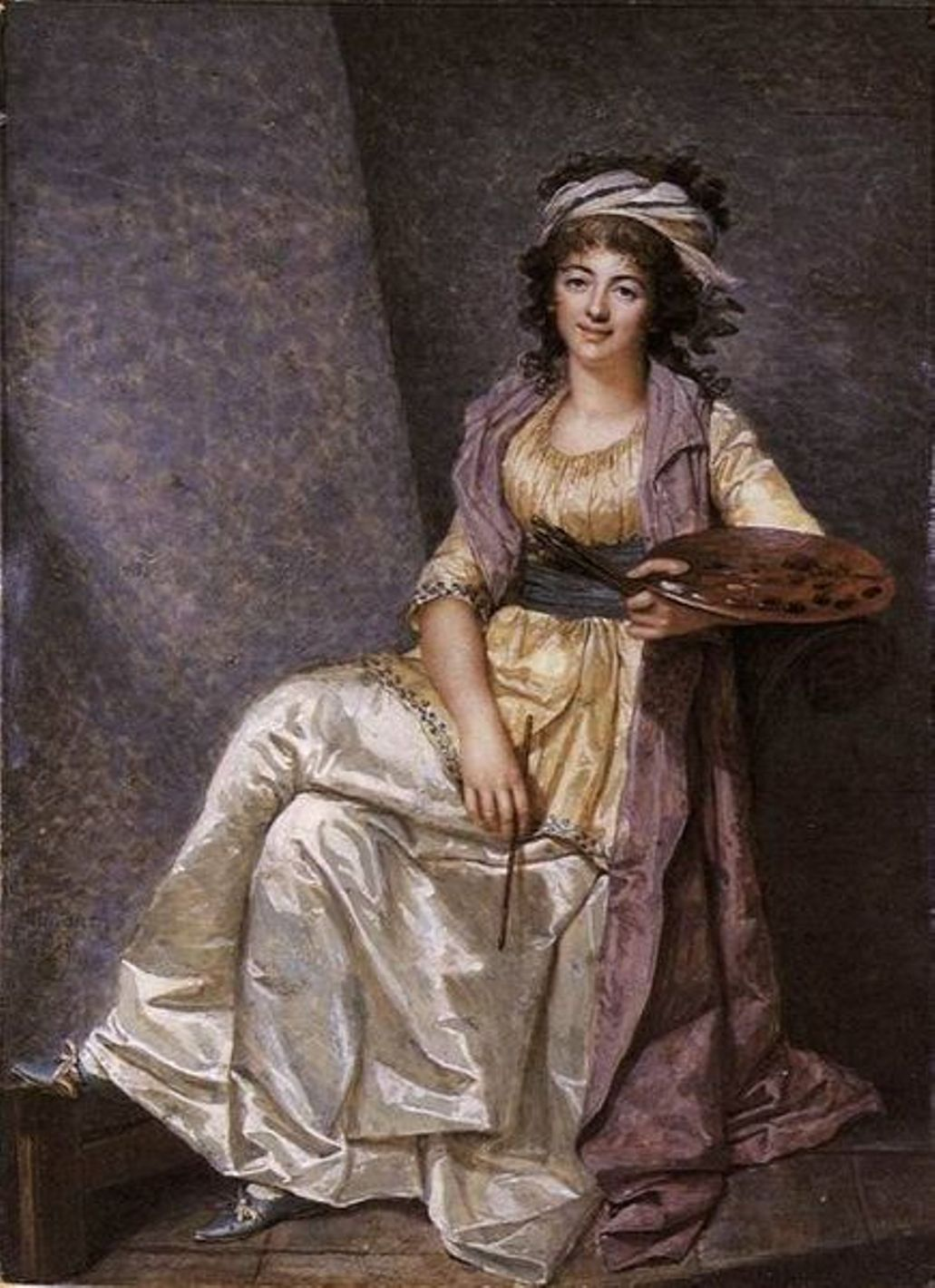
Marguerite Gérard, miniature sur ivoire, 1793
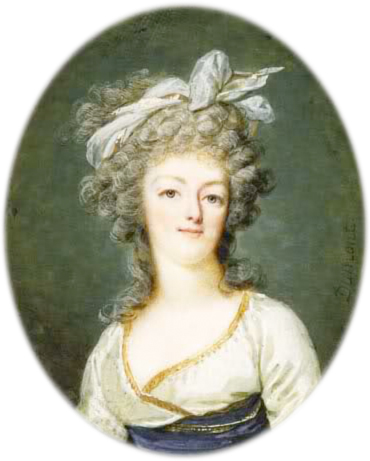
Portrait miniature de Marie-Antoinette - 1790
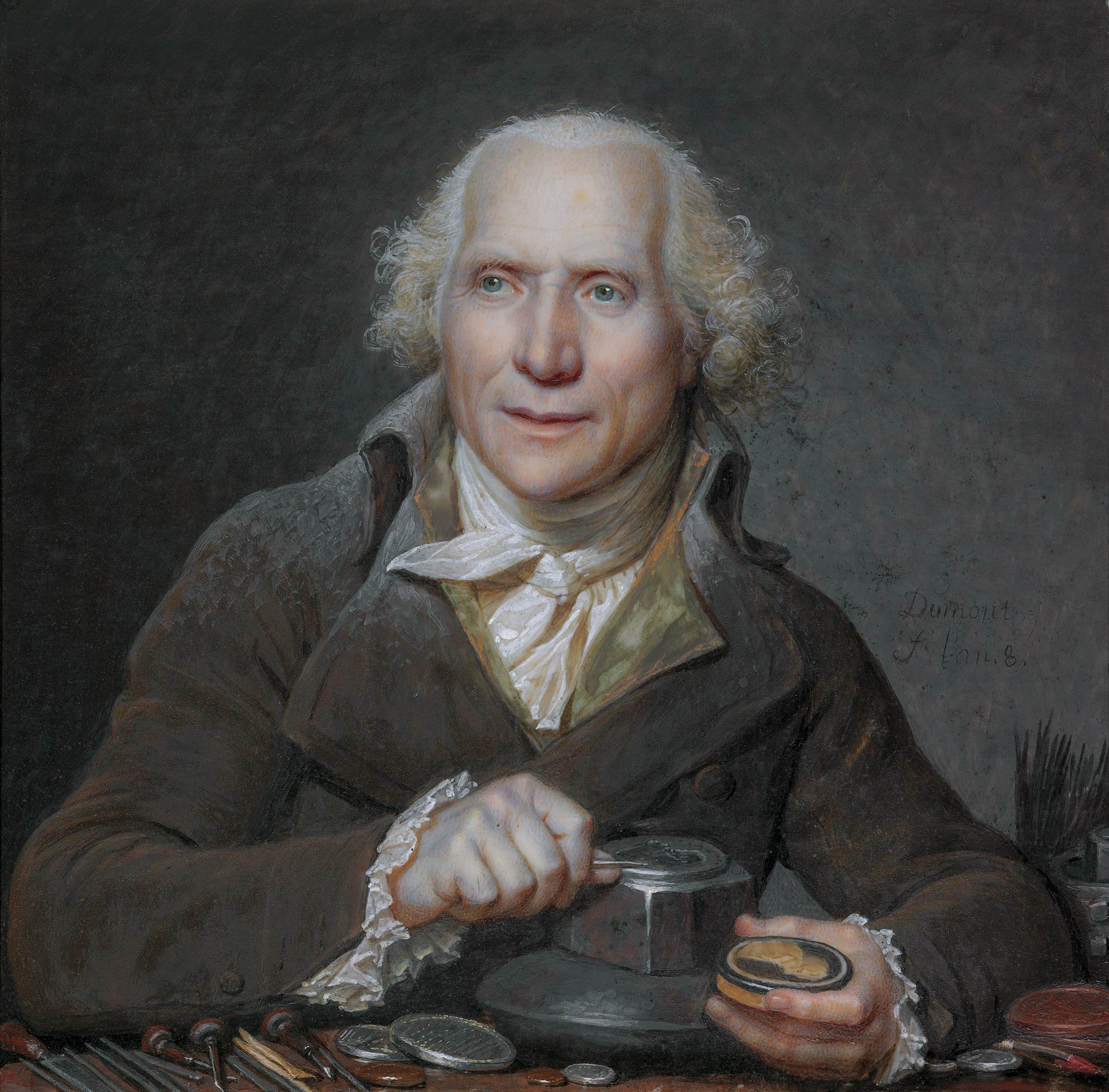
Pierre-Simon-Benjamin Duvivier, peinture sur ivoire, 1798
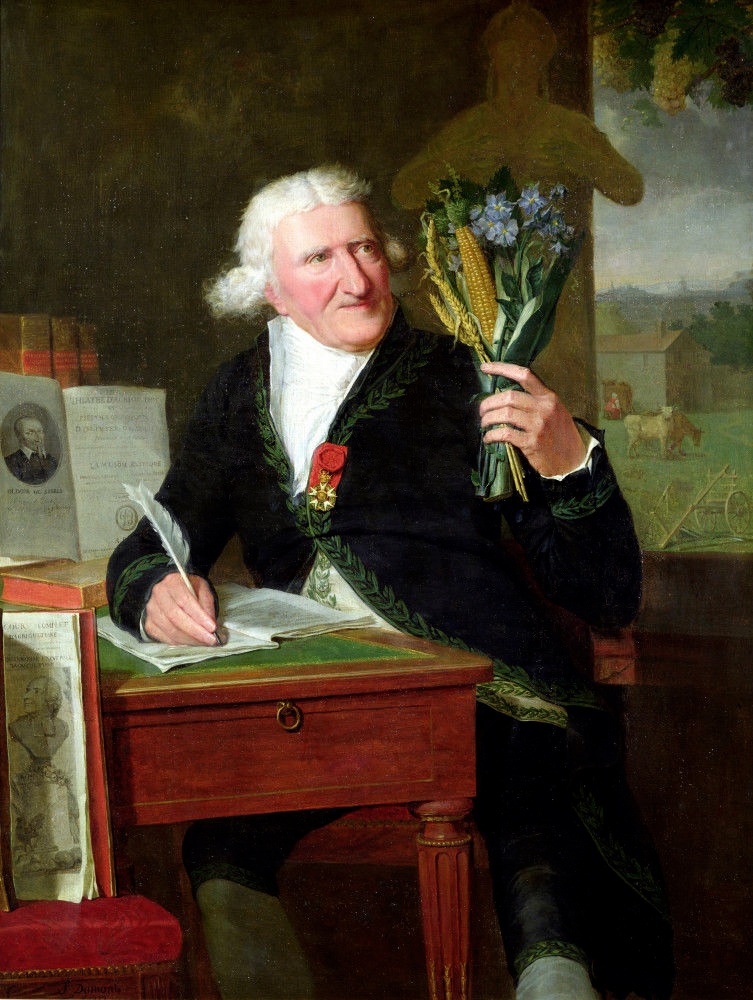
Antoine Parmentier, 1812, huile sur toile
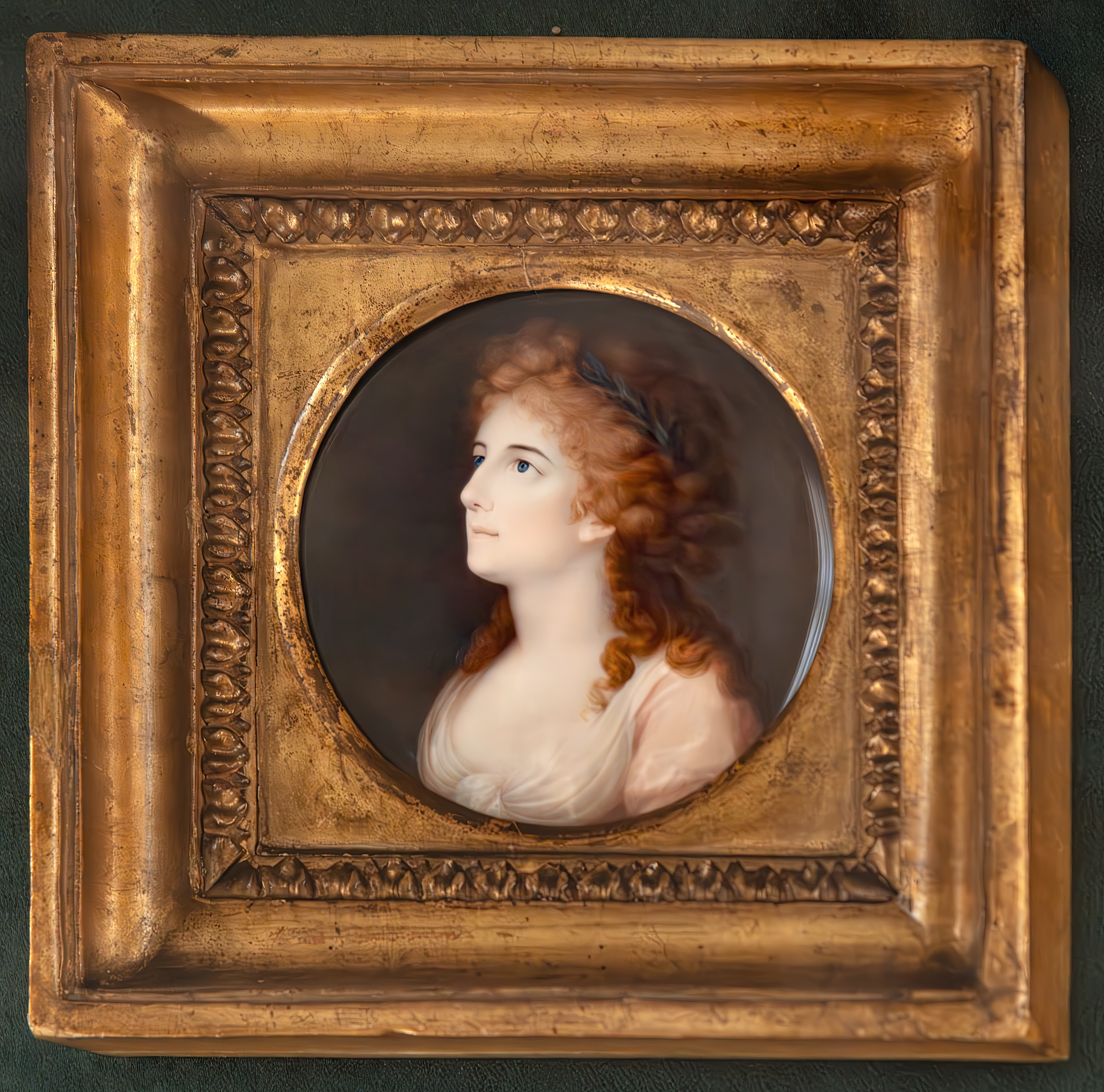
Charlotte Stuart Musée Correr

## Sources
- Henry de Chennevières, François Dumont, miniaturiste de la reine Marie-Antoinette, Gazette des Beaux-arts, 1er semestre 1903, pp. 177-192.
- Académie nationale des sciences, belles-lettres et arts de Bordeaux, Recueil des actes de l’Académie nationale des sciences, belles-lettres et arts de Bordeaux, Bordeaux, Gounouihou, 1907, p. 39-40.